# Église Notre-Dame-du-Perpétuel-Secours de Nice
Pour les articles homonymes, voir Église Notre-Dame.
L’église Notre-Dame-du-Perpétuel-Secours est une église paroissiale catholique du diocèse de Nice.
Elle est située 35 boulevard du Mont-Boron. Son style est Art déco et sa construction date du premier quart du XXe siècle.

## Présentation
L'église a été réalisée par l'architecte Jules Febvre en 1927.
C'est une petite église en béton armé s'inspirant de l'art byzantin avec son plan centré et sa coupole à la toiture bombée et débordante. Cette technique de construction a été reprise par le même architecte à l'église Notre-Dame-Auxiliatrice.
Des motifs stylisés traités en sgraffito ornent les corniches. 
L'église a été restaurée avec l'aide du conseil général des Alpes-Maritimes en 2012.